# Direction (album)
Direction, è il terzo album in studio dei The Starting Line ed è stato pubblicato il 31 luglio 2007
Il primo singolo è stato Island, il secondo singolo Something Left to Give e il terzo Somebody's Gonna Miss Us.
Il 26 luglio 2012 è uscita un'edizione limitata di 1000 copie in vinile.

## Tracce
Testi e musiche di The Starting Line.
1. Direction – 3:54
2. 21 – 2:29
3. Are You Alone? – 3:21
4. Island – 3:42
5. Hurry – 2:52
6. Something Left to Give – 3:34
7. Birds – 3:27
8. Way With Words – 3:43
9. I Could Be Wrong – 3:55
10. Somebody's Gonna Miss Us – 2:53
11. Need to Love – 3:22
12. What You Want – 3:18

Tracce bonus nell'edizione iTunes e giapponese
1. Pictures – 3:34
2. Time To Run – 3:38